# シェルクリッペン
シェルクリッペン (ドイツ語: Schöllkrippen) は、ドイツ連邦共和国バイエルン州ウンターフランケン行政管区のアシャッフェンブルク郡に属す市場町であり、シェルクリッペン行政共同体の本部所在地である。

## 地理

シェルクリッペンの地区図および土地利用図。ピンクが住宅地および商工業地、白が緑地および農耕地、緑が森林。

### 位置
シェルクリッペンは、シュペッサルト山地の西端、オーバー・カールグルントのカール川沿いに位置している。2004年末にシェルクリッペンはバイエルンのウンターマインで最も居住価値の高い町に選ばれた。この市場町はシェルクリッペン行政共同体の本部所在地である。この行政共同体にはシェルクリッペンの他にブランケンバッハ、クラインカール、クロムバッハ、ゾンマーカール、ヴェステルングルント、ヴィーゼンが属している。

### 自治体の構成
この町には、3つの管区 (Gemarkung) が存在し、それぞれ地区 (Ortsteil) に対応している。
| 管区、地区                  | 管区、地区                  | 人口  | 面積 (ha) |
| --------------------------- | --------------------------- | ----- | --------- |
| ホーフシュテッテン          | Hofstädten                  | 510   | 315       |
| シュネッペンバッハ          | Schneppenbach               | 1,227 | 300       |
| シェルクリッペン            | Schöllkrippen               | 2,408 | 645       |
| 市場町シェルクリッペン 合計 | 市場町シェルクリッペン 合計 | 4,145 | 1,260     |

この管区＝地区は8つの集落に細分される。
| 集落                 | 集落          | 高度（海抜 m） | 管区＝地区         |
| -------------------- | ------------- | -------------- | ------------------ |
| エルンストキルヒェン | Ernstkirchen  | 206            | シェルクリッペン   |
| ホーフシュテッテン   | Hofstädten    | 245            | ホーフシュテッテン |
| ランゲンボルン       | Langenborn    | 200            | シェルクリッペン   |
| ロイシュベルク       | Reuschberg    | 290            | シェルクリッペン   |
| レーダーホーフ       | Röderhof      | 325            | シェルクリッペン   |
| シャーベルナック     | Schabernack   | 325            | シェルクリッペン   |
| シュネッペンバッハ   | Schneppenbach | 217            | シュネッペンバッハ |
| シェルクリッペン     | Schöllkrippen | 206            | シェルクリッペン   |

かつての集落ヴァーグ、ガッセ、ホーフグートは現在シェルクリッペンと一体化している。

### 隣接する町村
シェルクリッペンは、北はヴェステルングルント、北東はクラインカール、東は市町村に属さないシェルクリッペンの森、南はゾンマーカール、南西はブランケンバッハ、西はクロムバッハ、北西はガイゼルバッハ（以上、いずれもアシャッフェンブルク郡）と境を接している。

## 地名

### 語源
シェルクリッペンという地名は、中高ドイツ語で「種馬」を意味する語 schële と、水中の木製の構造物を意味する kripfe からなっている。元々の意味は、馬に水をやるための木製のアブルボアに由来する。カールグルント方言は、この村は シェルグレッベ (Schöllgröbbe) と呼ばれる。

### 歴史的表記
歴史上の資料や文献に記録されているこの町の古い表記には以下のものがある。
| - 1255年 Schelecreppen - 1282年 Schreilecrůppen - 1290年 Schelkrippen - 1306年 Schelkruppen - 1312年 Schelecrephe - 1317年 Schelencruppe - 1332年 Schellekripphen - 1349年 Schellecreppen | - 1380年 Schiltkrippe - 1400年 Schelkripfen - 1437年 Schelkrippen - 1516年 Schelkropfen - 1530年 Schoellkrippen - 1540年 Schellkrippen - 1562年 Schöllkrippen |

## 歴史

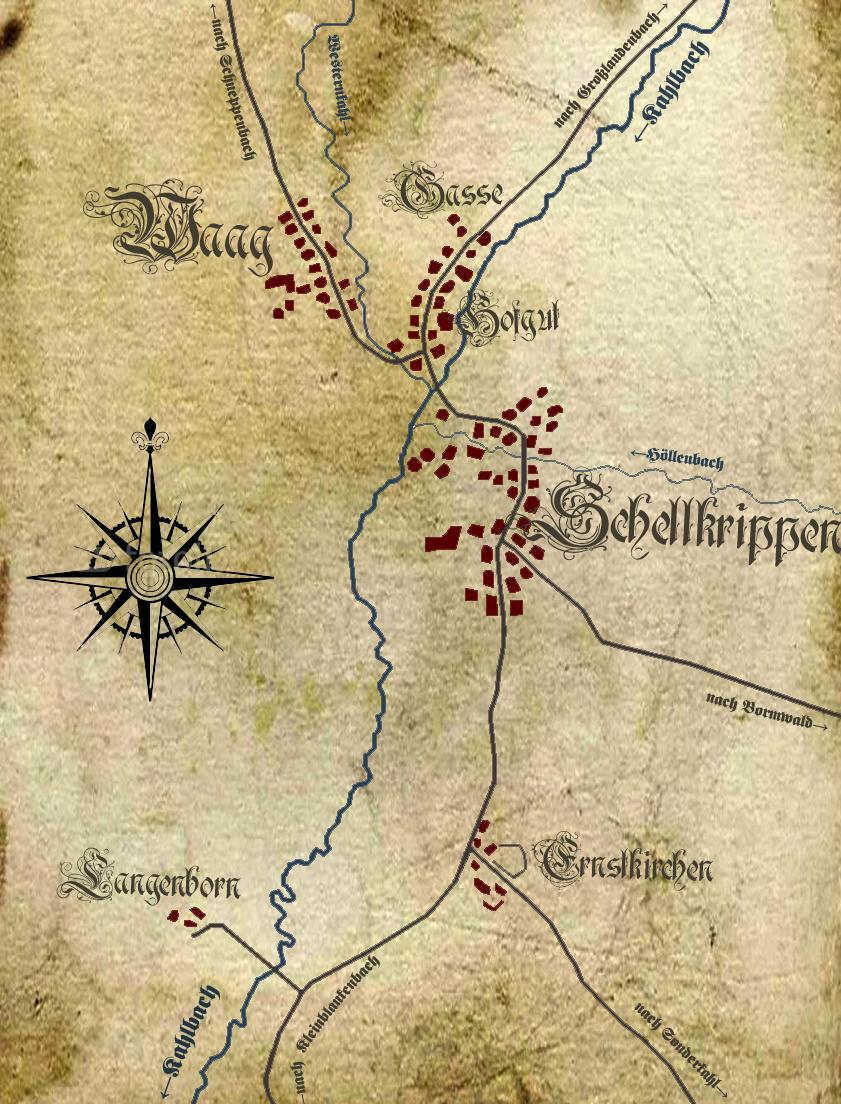
1800年頃のシェルクリッペンの地図

1811年1月1日に、それまで独立した村であったヴェスターバッハ川右岸のヴァーク、カール川左岸のシェルクリッペン (Schellkrippen)、グロースラウデンバッハへ至る街道沿いのガッセ、エルンスキルヒェン、ランゲンボルン、ホーフグートが合併し、自治体シェルクリッペン (Schallkrippen) が成立した。当時の人口は約 750人であった。この町はバイエルンに委譲された。1858年から1943年までシェルクリッペン地方裁判所および区裁判所があった。
1862年7月1日にベツィルクスアムト・アルツェナウが創設され、シェルクリッペンもその管轄下に置かれた。1939年、ドイツ国全土で「郡」という名称が使われることとなった。シェルクリッペンは、アルツェナウ・イン・ウンターフランケン郡（後に自動車登録ナンバー ALZ を使用）の42市町村の一つとなった。1972年のアルツェナウ郡の廃止に伴い、シェルクリッペンは新たに創設されたアシャッフェンブルク郡（自動車登録ナンバー AB）に編入された。

### 町村合併
それまで独立した町村であったシュネッペンバッハは、1972年1月1日にシェルクリッペンに合併した。1978年5月1日以降は、ホーフシュテッテンもシェルクリッペンの一地区となった。

## 行政

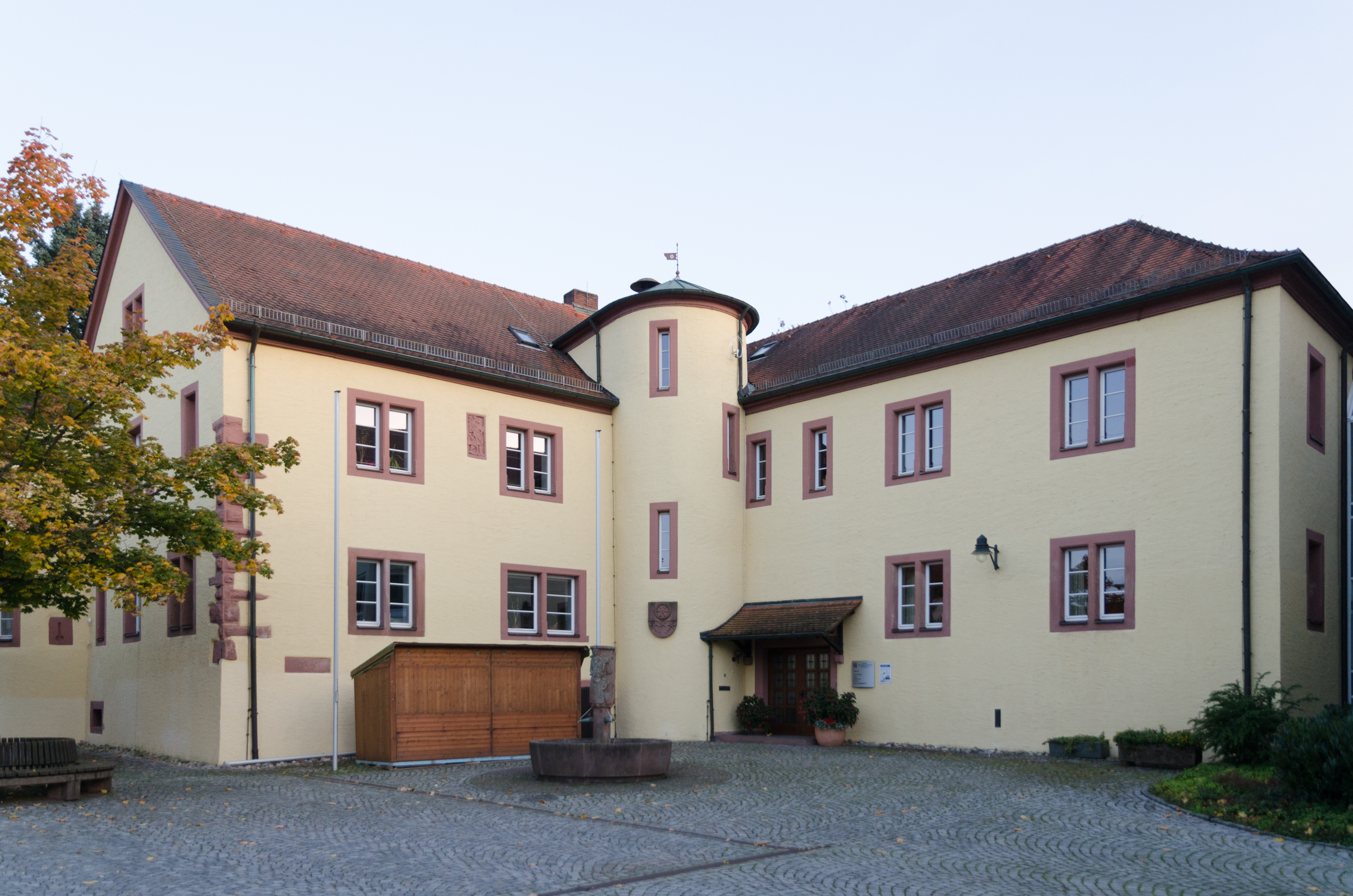
シェルクリッペンの町役場

### 議会
シェルクリッペンの町議会は、16議席からなる（首長を除く）。

### 首長
首長は町議会に参加する。2020年5月1日からマルク・バーボ (CSU) がこの町の町長を務めている。

### 紋章
図柄: 赤地と金地に上下二分割。上部には6本スポークの銀の輪。下部には緑の三峰の山から突き出した3本の黒い戦闘用棍棒（朝星棒とも呼ばれる）。
紋章の歴史: 1559年にリーネック伯家が断絶した後。シェルクリッペンはマインツ大司教領となり。1670年から1803年までその所領に留まった。1670年以前にすでに、マインツ司教はシェルクリッペン周辺の広い土地を有していた。赤地に6本スポークの銀の輪は、マインツ大司教の領主権の記念するものである。この配色はマインツ大司教の色である。紋章下部の 3本の戦闘用棍棒は、アムト・シェルクリッペンの印章から採られた意匠である。印章周囲の文言は「SIG. AMPT SCHÖLLKRIPPEN」となっており、確かに Schöllkrippen の名前が刻まれているが、これは自治体シェルクリッペンの印章ではなく、おそらくシェルクリッペンに在住した官僚の私的な紋章であったと推測される。紋章の両側に添えられた「M」と「W」の頭文字がこの推論を強く支持している。この時代にこの頭文字を有していた官僚が誰であったのかは明らかではない。珍しいデザインを用いていることから、この人物が新しい紋章をデザインしたと考えられる。
現在の町の紋章は1950年頃にデザインされ、1954年から使用されている。

### 姉妹自治体
- Kochanowice（ポーランド語版、英語版）（ポーランド、シロンスク県）2009年

## 経済と社会資本

### 経済
カールグルントの中心に位置する立地条件により、1990年代半ばからシェルクリッペンはこの地域の商業の中心に成長した。数多くのディスカウントショップ業者が、ヴィーゼンからハイゲンブリュッケンを超えてハインリヒスタールまでのシュペッサルト地方、ガイゼルバッハからブランケンバッハに至るオーベラー・カールグルント、ケーニヒスホーフェンからニーダーシュタインバッハ（ともにメムブリス）へのミッテラー・カールグルント、さらにアイヒェンベルク（ザイラウフ）、ロッテンベルク（ヘスバッハ）、フェルトカール（ヘスバッハ）を開発していった。
シェルクリッペンの WashTec がアウクスブルクの親会社グループの意向によって撤退した後、エルンスキルヒェン管区（ブランケンバッハ方面の入口付近）の大きなホールを含む土地が約3年の間、空き地のまま残されていた。2006年の中頃、町はこの土地を獲得して、エルンストキルヒェン工業団地として様々な企業に売却した。土地の 2/3 がヘスバッハの Ferratec 社のものとなり、それ以後、この会社の生産機械がこの地を占めている。残りの土地は、4つの中小企業とシェルクリッペン町で分割された。

### 交通

#### カールグルント鉄道
シェルクリッペンは、カールグルント鉄道の経営母体であるカールグルント交通 GmbH (KVG) の本社所在地である。この会社は2005年12月11日から主にハーナウ中央駅までのヘッシシェ・ランデスバーンの列車を運行している。
KVG の作業所では、ヴェストフランケン鉄道の車両整備を行っている。

#### バス路線
KVG はアシャッフェンブルクまでのシュペッサルト北部や，ヘッセン州の隣接する地域への広範な乗合バス路線網を運営している。ゲルンハウゼン行き、フライゲリヒト/ゾムボルン行き、ハイゲンブリュッケン行きのバス路線が2006年12月10日に運行開始され、オーベラー・カールグルントの人々、特に通勤者の隣接する州への往来が便利になった。

#### 道路交通
州道 2305号線（フランマースバッハ - シェルクリッペン - アルツェナウ）および 2306号線（シェルクリッペン - ガイゼルバッハ - ゲルンハウゼン）は、交通上有用な接続路であり、シェルクリッペンに商工業者が定着することを助長している。
近隣のアウトバーンとそのインターチェンジは以下のものがある。
- A3号線（ヘスバッハ・インターチェンジ）、フランクフルト・アム・マイン（約 50 km）、ヴュルツブルク（約 80 km）
- A45号線（アルツェナウ・インターチェンジ）、ギーセン（約 90 km）、フランクフルト・アム・マイン（約 50 km）
- A66号線（ゲルンハウゼン西インターチェンジ）、フルダ（約 90 km）、ゲルンハウゼン（約 15 km）、ハーナウ（約 30 km）

### 教育
郡内最大の本課程学校には、2008年/09年現在 506人の生徒・児童が在籍している。これらの生徒・児童は、ブランケンバッハ、ガイゼルバッハ、ハイゲンブリュッケン、ハインリヒスタール、クラインカール、クロムバッハ、シェルクリッペン、ゾンマーカール、ヴェステルングルント、ヴィーゼンの子供たちである。

## 文化と見所

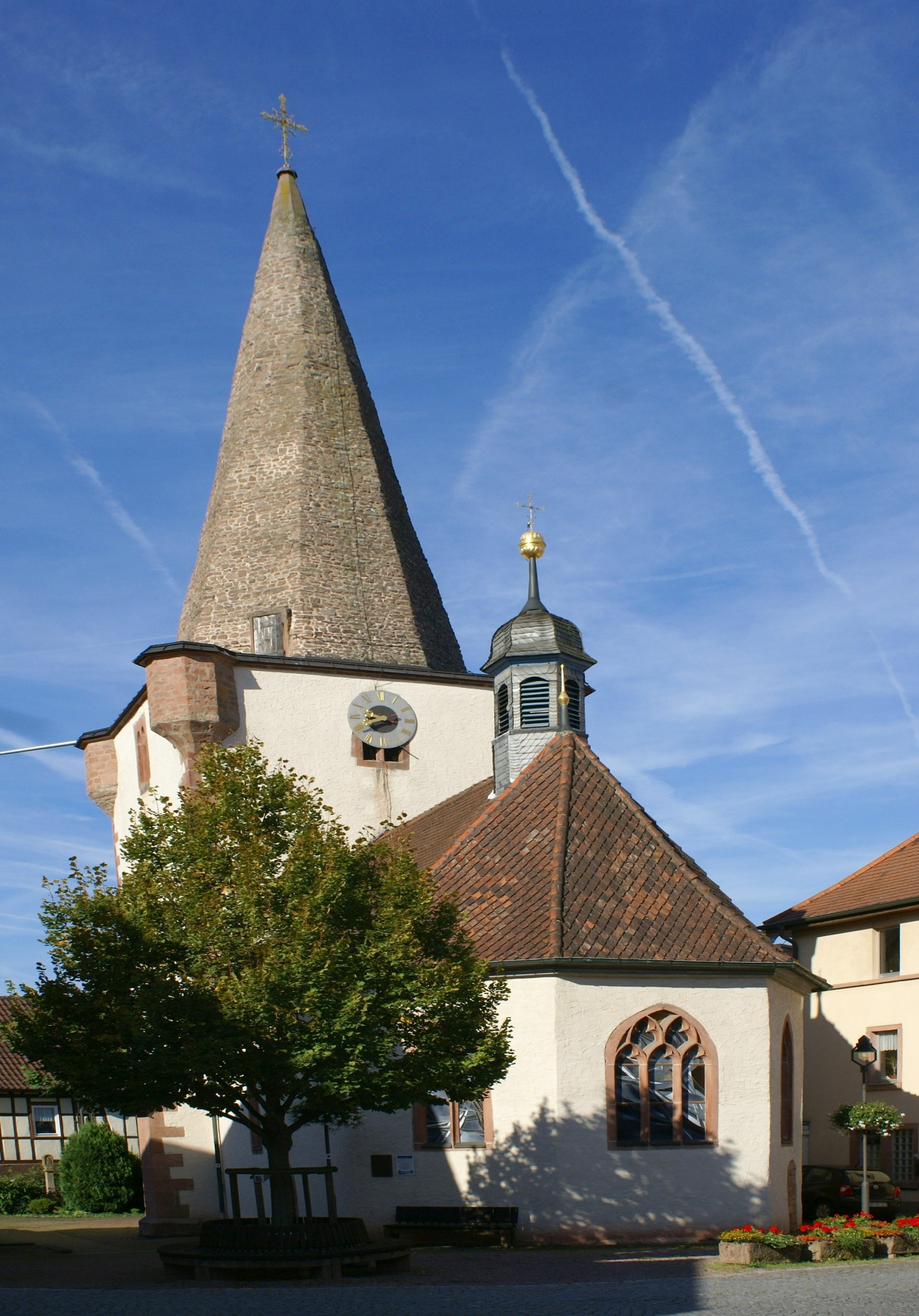
シェルクリッペン中心部に建つ聖ルーカス教会

### 教会と礼拝堂
- マリアの心教会（シュネッペンバッハ）
- 聖カタリーナ教会（エルンストキルヒェン）
- 聖ルーカス教会（シェルクリッペン）
- 聖マルクス教会（シェルクリッペン）
- 聖ミヒャエル教会（シュネッペンバッハ）

### 自然体験プール
小さな屋外プールを拡張して2003年に自然体験プール・シェルクリッペンが設けられた。このプールは、シェルクリッペンの東部ヘレンバッハ川沿いにあり、2,350 m2 の塩素消毒しない水泳用水面を有している。

## 引用
1. ↑  https://www.statistikdaten.bayern.de/genesis/online?operation=result&code=12411-003r&leerzeilen=false&language=de Genesis-Online-Datenbank des Bayerischen Landesamtes für Statistik Tabelle 12411-003r Fortschreibung des Bevölkerungsstandes: Gemeinden, Stichtag (Einwohnerzahlen auf Grundlage des Zensus 2011)
2. ↑  VG Schöllkrippen - Markt Schöllkrippen - Zahlen & Fakten & Ortsrecht - Einwohner（2015年11月7日 閲覧）
3. ↑  Bayerische Landesbibliothek Online - Schöllkrippen, M（2015年11月7日 閲覧）
4. 1 2  [Wolf-Armin Frhr. v. Reitzenstein: Lexikon fränkischer Ortsnamen. Herkunft und Bedeutung. C.H.Beck, München 2009, ISBN 978-3-406-59131-0, S. 201.
5. ↑  Unser Kahlgrund 2012. Heimatjahrbuch für den Landkreis Alzenau. Herausgegeben von der Arbeitsgemeinschaft zur Heimatforschung und Heimatpflege des Landkreises Alzenau, Landrat des Kreises. ISSN 0933-1328.
6. ↑  Wilhelm Volkert (Hrsg.): Handbuch der bayerischen Ämter, Gemeinden und Gerichte 1799–1980. C.H.Beck’sche Verlagsbuchhandlung, München 1983, ISBN 3-406-09669-7, S. 418.
7. ↑  Statistisches Bundesamt (Hrsg.): Historisches Gemeindeverzeichnis für die Bundesrepublik Deutschland. Namens-, Grenz- und Schlüsselnummernänderungen bei Gemeinden, Kreisen und Regierungsbezirken vom 27. 5. 1970 bis 31. 12. 1982. W. Kohlhammer GmbH, Stuttgart und Mainz 1983, ISBN 3-17-003263-1, S. 736.
8. ↑  バイエルン州統計局: 2014年3月16日のアシャッフェン郡に属す市町村の市町村議会議員選挙結果（2015年11月7日 閲覧）
9. ↑  Gemeinderat Schöllkrippen 2014（2015年11月7日 閲覧）
10. ↑  Bayerns Gemeinden - Markt Schöllkrippen（2015年11月7日 閲覧）
11. ↑  VG Schöllkrippen - Naturerlebnisbad Schöllkrippen（2015年11月8日 閲覧）